# Johann von Kesselstatt
Johann Hugo Wolfgang von Kesselstatt (* 1691; † 1730) war Dompropst in Trier.

## Leben

### Herkunft und Familie
Die Adelsfamilie von Kesselstatt stammte ursprünglich aus dem hessischen Raum, deren gleichnamiges Stammhaus bei Kesselstadt lag und im 14. Jahrhundert in den Trierer Raum gelangte. Der Familienstamm brachte zahlreiche Persönlichkeiten hervor, die in Kirche und Staat wichtige Positionen innehatten.
Johann Hugo Wolfgang von Kesselstatt wurde als Sohn des Obrist-Stallmeisters Kasimir Friedrich von Kesselstatt (1664–1729) und seiner Gemahlin Anna Klara von Metternich geboren. Sie war eine Tochter des Wolfgang Heinrich Freiherr von Metternich-Burscheid. Nach dessen Tod im Jahre 1700 erbte Kasimir ein beträchtliches Vermögen, u. a. die Herrschaften Lösnich, Bitburg und Bruch. Sein gesamtes Vermögen wurde auf über 100.000 Reichstaler beziffert. Das entsprach etwa der Hälfte der Ausgaben des kurtrierischen Staatshaushalts von 1714. 1718 wurde Kasimir Friedrich durch Kaiser Karl VI. in den Reichsfreiherrnstand erhoben.
Johanns Brüder waren Karl Friedrich Melchior (1692–1751, ⚭ Maria Isabella Theresia Antoinette Raitz von Frentz, Eltern von Hugo und Johann Philipp)
und Joseph Franz (1695–1750, Diplomat und Domherr). Seine Schwestern waren Maria Charlotte (1693–1757, ⚭ Franz Philipp Wambolt von Umstadt) und Maria Clara (⚭ 1718 Johann Philipp von Hohenfeld).

### Wirken
Im Jahre 1699 wurde Johann Hugo Domherr in Trier und 1719 Domkapitular. Seine Ernennung zum Scholaster fiel in das Jahr 1725. In den Jahren 1714 bis 1717 absolvierte er ein Studium an der Universität Pont-à-Mousson. Am 24. März 1711 ernannte ihn der Papst zum Beistand seines Onkels Karl Kaspar mit dem Recht der Nachfolge als Propst von St. Paulin. Dieses Amt übernahm er im Jahre 1723, als Karl Kaspar starb.